# Grigorij Diemidowcew
Grigorij Diemidowcew, ros. Григорий Анатольевич Демидовцев (ur. 12 października 1960 w Leningradzie) – współczesny prozaik i dramatopisarz rosyjski pochodzenia polskiego (z rodu Wikszno).
Absolwent Leningradskiego Instytutu Okrętownictwa (1988), pracował w Biuro Budowy Maszyn Morskich Malachit. Po rozwiązaniu ZSRR stworzył firmę Newskij Konsultant. Z 2001 r. pisywał opowiadania i publikował na łamach różnych czasopism. Jego powieści charakteryzuje mieszanka powieści detektywistycznej i mistycyzmu z elementami antyutopii.

## Twórczość
- Dunowienije buduszczego (2003. ISBN 5-88407-049-7)
- Dunowienije proszłogo (2003. ISBN 5-94988-023-4)
- Rus’, kotoruju my nie uznali (2004. ISBN 5-94988-028-5)
- Dunowienije wiecznosti (2005. ISBN 5-94988-030-7)
- Bantik (2006. ISBN 5-94988-029-3)
- Diemon sobłazna (2007. ISBN 5-94988-001-3)
- Czornyj andieł. Łodka smierti (2007. ISBN 5-94988-017-X)
- Russkaja tajna (2008. ISBN 5-94988-005-6)
- Pjesy (2008. ISBN 5-94988-008-0)
- Erechteia. Zbiór sztuk (2009. ISBN 978-5-94988-001-3)
- Podarok. Zbiór sztuk (2009. ISBN 978-5-94988-002-1)
- Leningradskij walc (2010. ISBN 978-5-94988-024-2)
- Leningradskaja prawda Zbiór sztuk. Powieść. (2011. ISBN 978-5-94988-025-0)
- Tajaszczaja w wiekach (2012. ISBN 978-5-8000-0011-5)
- Pierieworot. Księga pierwsza (2012. ISBN 978-5-8000-0007-8)
- Pierieworot. Księga druga (2012. ISBN 978-5-8000-0012-2)
- Prawda lubwi. Księga pierwsza (2013. ISBN 978-5-8000-0015-3)
- Prawda lubwi. Księga druga (2014. ISBN 978-5-905853-04-3)